# Mollisia jugosa
Mollisia jugosa är en svampart som först beskrevs av W. Phillips & Plowr., och fick sitt nu gällande namn av William Phillips 1887. Mollisia jugosa ingår i släktet Mollisia och familjen Dermateaceae.   Inga underarter finns listade i Catalogue of Life.